# قائمة الجامعات المنقسمة
هذه قائمة بالجامعات التي تم تقسيمها إلى أكثر من مؤسسة جديدة. على مر التاريخ تم تقسيم العديد من مؤسسات التعليم العالي أو ترك بعض العلماء مؤسسات قائمة بالفعل وأنشأوا مؤسسات جديدة. تم إنشاء بعض أقدم جامعات العصور الوسطى عندما انتقل الطلاب أو أعضاء هيئة التدريس بشكل جماعي من مدينة إلى أخرى. كان العديد من هذه الانقسامات متفشيًا بدوافع أيديولوجية أو سياسية أو مخاوف تتعلق بالهوية. من بين أمور أخرى، تشمل الدوافع السياسية التفكك الجماعي للجامعات الفرنسية في أعقاب احتجاجات عام 1968 عندما تم تقسيم إجمالي الخمس عشرة جامعة في عام 1971 إلى 56 جامعة جديدة أو الانقسام اللغوي والمجتمعي للبلجيكيين الجامعات.
بعد الانقسام، قد تكون المؤسسات الجديدة إما كيانات قانونية مستقلة جديدة، أو قد يستمر المرء قانونًا في إنشاء مؤسسة سابقة في بعض الصفة، أو قد تبقى المؤسسة الرديئة في مكانها بدون وحدات منفصلة. واجهت بعض مبادرات تقسيم الجامعات احتجاجات أو أسئلة حول جدوى المؤسسات الجديدة.

## أفريقيا

### ليبيا
- انقسمت الجامعة الليبية عام 1973 إلى جامعة طرابلس وجامعة بنغازي.[8]

### مدغشقر
- تم تقسيم جامعة مدغشقر في عام 1988 إلى مؤسسات جديدة مستقلة.[9]

### مالي
- جامعة باماكو، مقسمة عام 2011 إلى 4 مؤسسات مستقلة.[10]

### جنوب أفريقيا
- كانت جامعة جنوب إفريقيا هي المؤسسة التي تمنح الدرجات العلمية لعدد من الكليات المكونة في جنوب إفريقيا. من عام 1946 فصاعدًا، أصبحت الكليات المكونة لها جامعات مستقلة مستقلة، وأصبحت جامعة جنوب إفريقيا مؤسسة للتعليم عن بعد.

## آسيا

### جورجيا
- جامعة ولاية أبخازيا وجامعة ولاية سوخومي.

### لاوس
- تم تقسيم جامعة سيسافانغوونغ إلى كليات منفصلة.

### سيريلانكا
- تم تقسيم جامعة سيلان إلى أربع جامعات مستقلة في عام 1978.

## أوروبا

### بلجيكا
- تأسست جامعة لوفان الكاثوليكية وجامعة كاثوليكي في لوفين كمؤسسات فرنسية وهولندية مستقلة في عام 1969 من الجامعة الكاثوليكية في لوفين (1834-1968)، في أعقاب أزمة لوفين.[11]
- تم إنشاء جامعة بروكسل الحرة وجامعة فريجي في بروكسل كمؤسسات فرنسية وهولندية مستقلة في عام 1969 من جامعة بروكسل الحرة (1834-1969).[12]
- انفصلت الجامعة الكاثوليكية في بروكسل كمؤسسة مستقلة ناطقة بالهولندية من جامعة Saint-Louis (الناطقة بالفرنسية في الأصل)، بروكسل في عام 1969.

### البوسنة والهرسك
- جامعة شرق سراييفو، التي سميت في البداية جامعة سراييفو في جمهورية صرب البوسنة، انفصلت عن جامعة سراييفو في عام 1992 أثناء حرب البوسنة.[13]
- تشكلت جامعة موستار وجامعة ديمال بيجديتش في موستار في وقت حرب البوسنة.[14]

### كرواتيا
- أنشأت جامعة سلافونسكي برود من كليات سلافونسكي برود في جامعة أوسييك وكلية الفنون التطبيقية المحلية.

### فرنسا
- جامعة باريس، بعد احتجاجات عام 1968، تم تقسيم المؤسسة إلى 13 جامعة جديدة في عام 1970.[15]
- جامعة رين، مقسمة إلى جامعة رين 1 وجامعة رين 2 في عام 1969.
- تم تقسيم جامعة كليرمون فيران في عام 1976 بين جامعة أوفيرني وجامعة بليز باسكال، وتم لم شملها في عام 2017.

### ألمانيا
- تم إنشاء جامعة برلين الحرة من قبل علماء برلين الغربية من جامعة هومبولت في برلين.[16][17]

### أيرلندا
- تم تقسيم الجامعة الملكية في أيرلندا إلى جامعة أيرلندا الوطنية وجامعة كوينز بلفاست في عام 1909.

### إيطاليا
- تأسست جامعة بادوفا عام 1222 بانفصال حوالي ألف طالب تركوا جامعة بولونيا.[18]

### كوسوفو
- تم إنشاء جامعة بريشتينا وجامعة بريشتينا من جامعة بريشتينا (1969-99).[19]

### المملكة المتحدة
- تأسست جامعة كامبريدج من قبل علماء تركوا جامعة أكسفورد
- حصلت جامعة دندي على وضع مستقل من جامعة سانت أندروز عام 1967.[20]
- تم إلغاء تأسيس جامعة فيكتوريا بعد انقسام جامعة ليفربول في عام 1903، وجامعة ليدز في عام 1904 وتم منح الميثاق الجديد لجامعة فيكتوريا في مانشستر.
- انقسمت كلية إيستون وأوتلي في عام 2020.[21]

## شمال أمريكا

### الولايات المتحدة الأمريكية
- المدرسة الجديدة، التي تأسست في عام 1919 من قبل المعلمين التقدميين في نيويورك، إلى حد كبير أعضاء هيئة التدريس السابقين بجامعة كولومبيا الذين اعترضوا على قسم الولاء الإلزامي.

## أوقيانوسيا

### نيوزيلاندا
- تم حل جامعة نيوزيلندا في عام 1962 عندما مُنحت الكليات المكونة السابقة سلطات منح الشهادات.[22]

## روابط خارجية
- بولي كيرتس. (29 يوليو 2005). تواجه جامعة لندن تفكك الجارديان.
- (27 أبريل 2018) الاحتجاجات تتزايد بسبب خطة لتقسيم الجامعات، حريت
- MA فاربر. (15 أكتوبر 1969). رفض مجلس إدارة LIU مناقشة خطة المستشار للانقسام. نيويورك تايمز.
- كيم ويلماث. (24 فبراير 2012). يصوت مجلس الشيوخ على فصل USF Polytechnic، وإنشاء جامعة 12th. تامبا باي تايمز.
- فانيسا ميلر. (27 أكتوبر 2017). يخشى أعضاء هيئة التدريس بجامعة أيوا تفكك أكبر كلية. الجازيت (سيدار رابيدز، أيوا).